# トルコ航空宇宙産業
トルコ航空宇宙産業（英語：Turkish Aerospace Industries, Inc.、トルコ語: Türk Havacılık ve Uzay Sanayi A.Ş.、TUSAŞ、TAI）は、トルコ共和国において、軍用機など航空宇宙システムの設計、開発、製造、統合、近代化、アフターサービスに関する技術センターである。 
アンカラにあるTAIの生産工場の面積は500万平方メートルで、屋根の下に15万平方メートルの工場施設がある。同社は、先端技術の機械・設備を備えた近代的な航空機施設を有しており、部品製造から航空機の組み立て、飛行試験、納入に至るまで、幅広い製造能力を提供している。 
2010年時点、トルコ航空宇宙産業は1500人以上の技術者を雇用しており、そのうち約850人が軍事研究プロジェクトに従事する研究開発技術者である。 

## プロジェクト

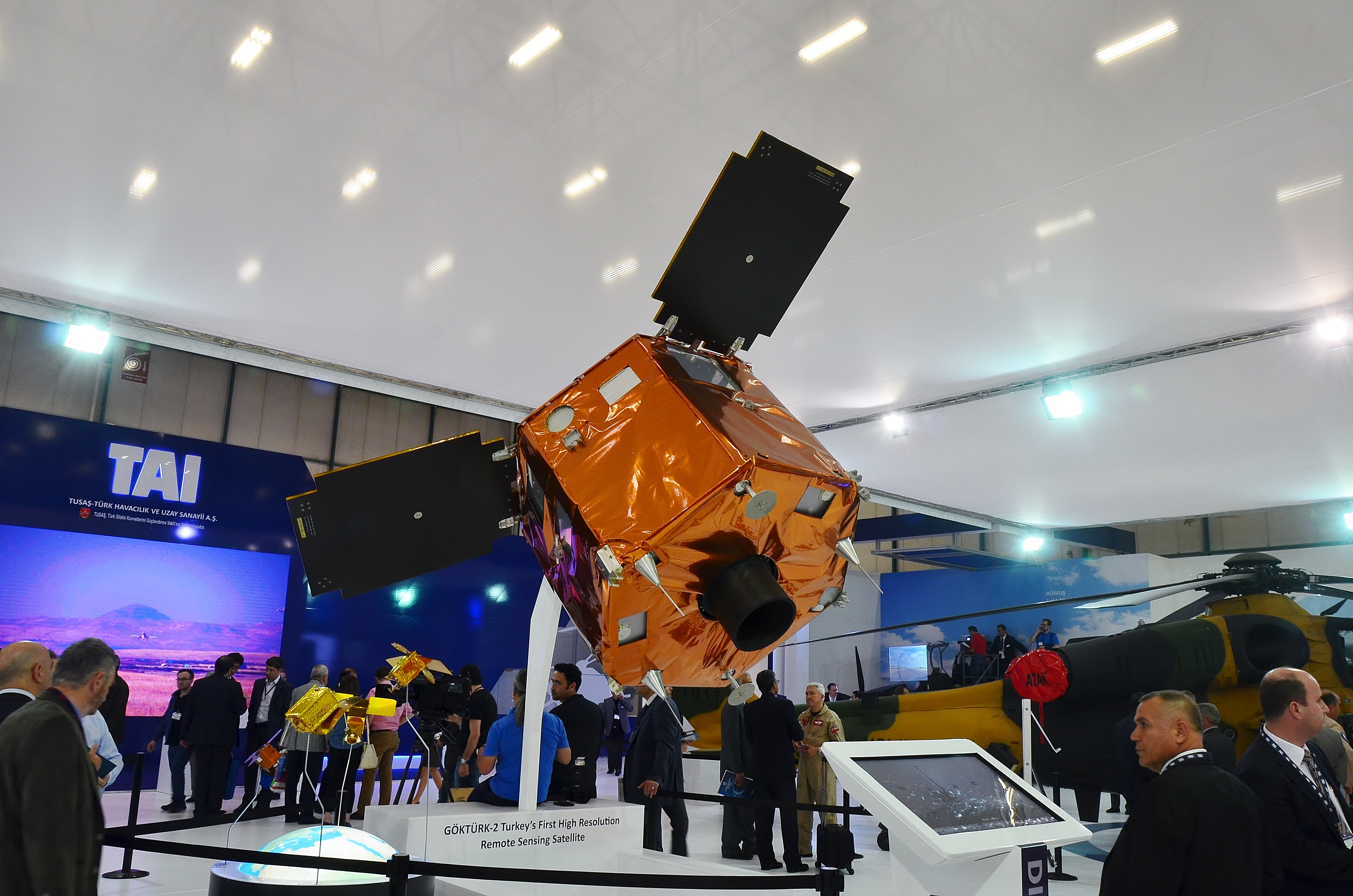
IDEF 2015でTAIのブースに展示された偵察・軍事衛星ギョクテュルク-2のモデル

TAIは以下の経験がある。ゼネラルダイナミクスF-16戦闘機、CASA/IPTN CN-235軽輸送機/海上紹介・監視機、SIAI-マルケッティ SF-260訓練機、クーガー AS 532捜索救助（SAR）、戦闘捜索救難（CSAR）、多用途ヘリコプターのライセンス生産、無人航空機（UAV）、標的ドローン、農業機の設計開発などである。 
TAIのコアビジネスには、トルコと同盟国の在庫にある固定翼・回転翼の軍用機と民間機の近代化、改造、システム統合プログラムとアフターセールスサポートが含まれる。 
基本練習機ヒュルクシュが耐空性型式認証を取得したと、2016年ファンボロー国際エアショーで発表した。 

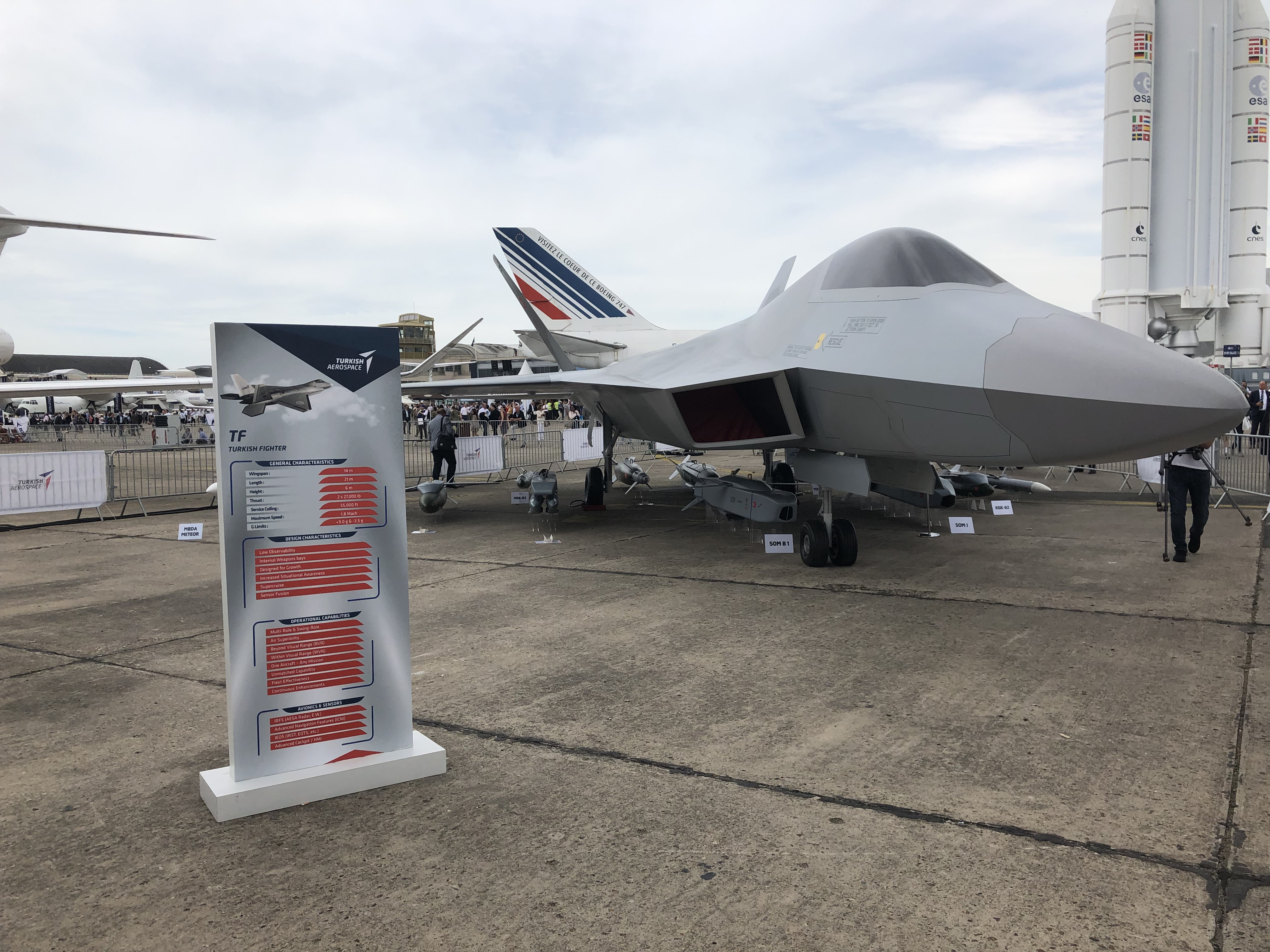
TF-Xプロジェクト

## 主なプログラム

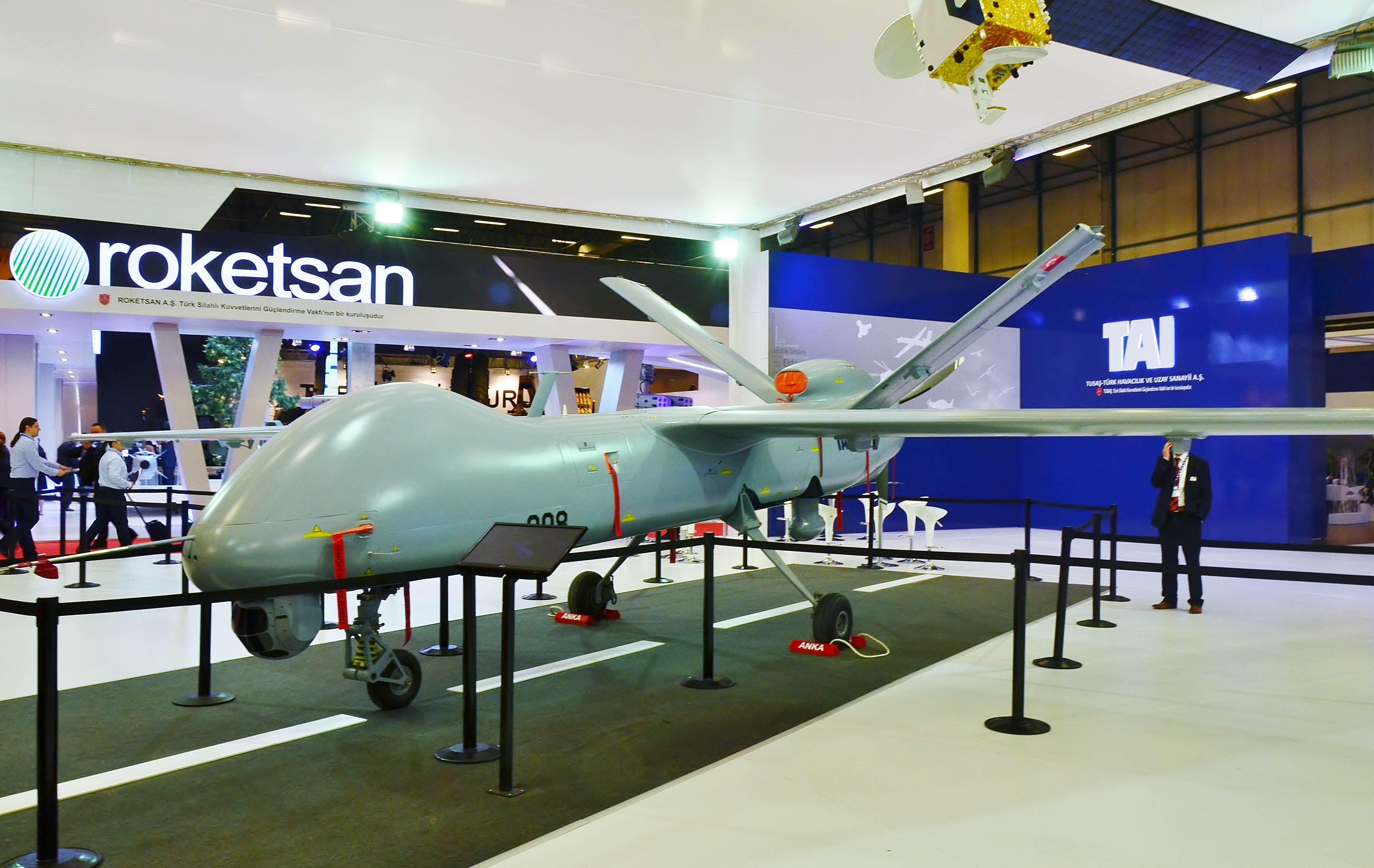
IDEF 2015のTAI展示でのTAI アンカ

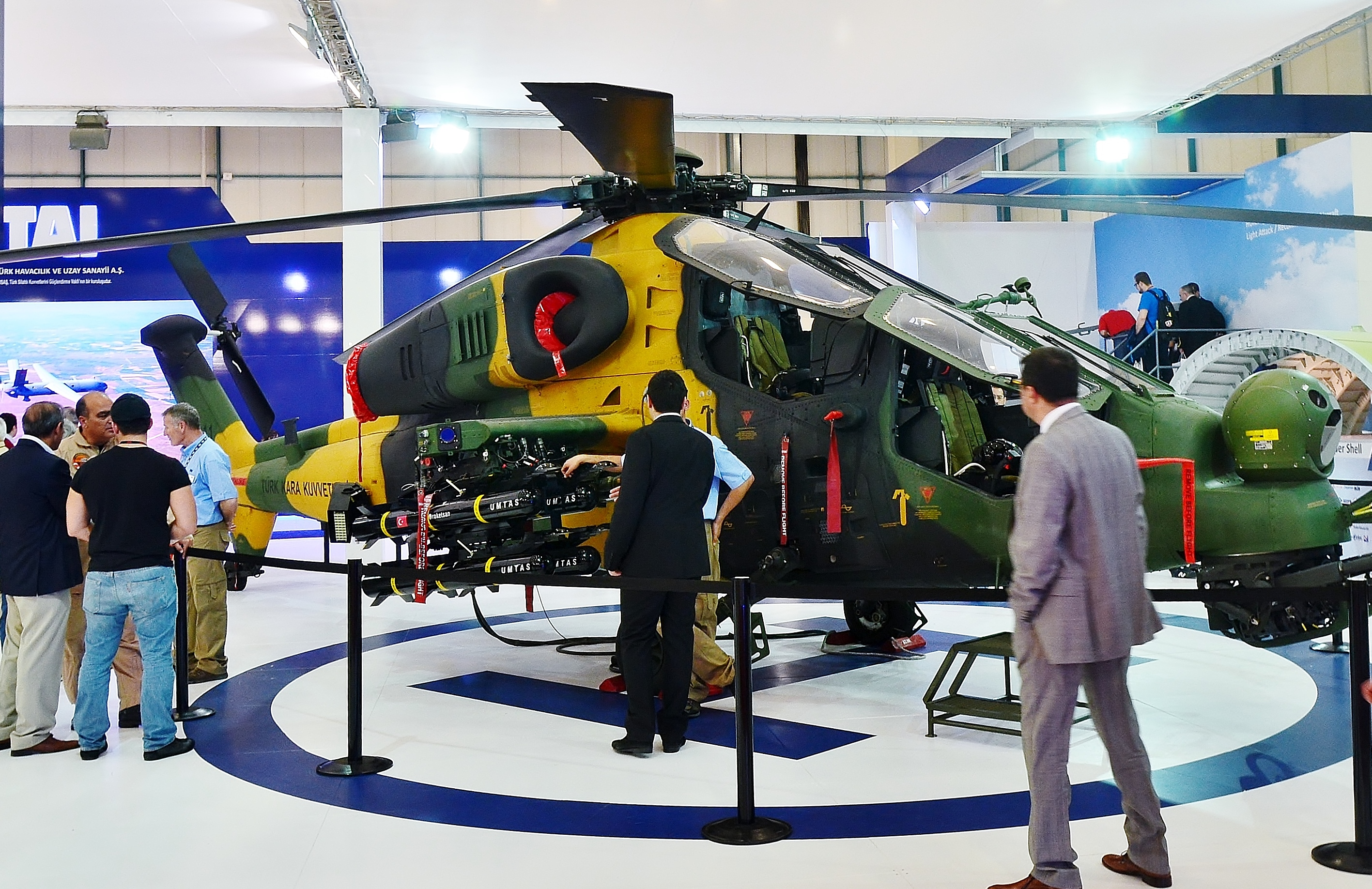
IDEF 2015のTAI展示でのトルコ軍のT129 ATAKヘリコプター

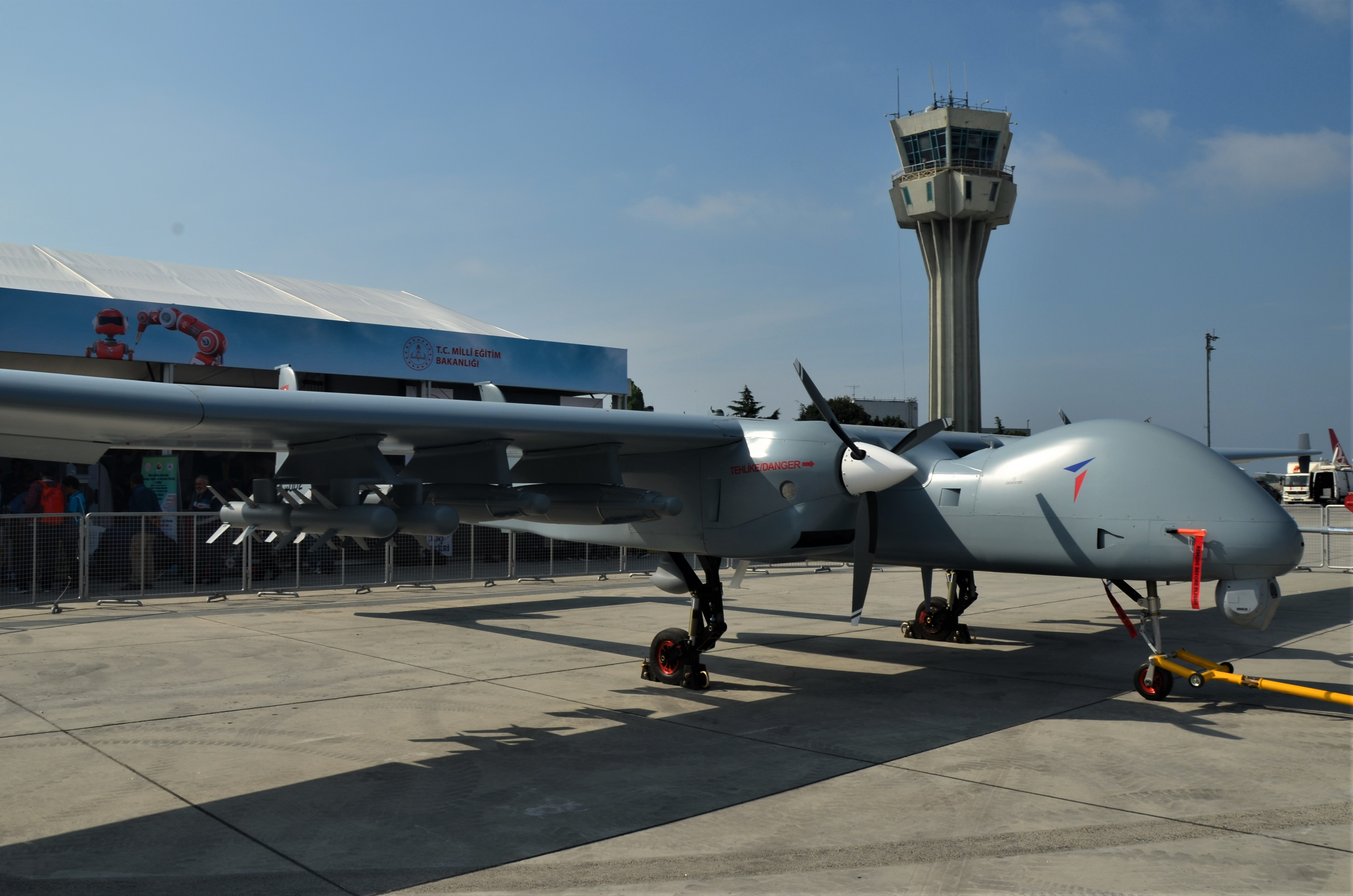
テクノフェスト2019でのTAI アクスングル

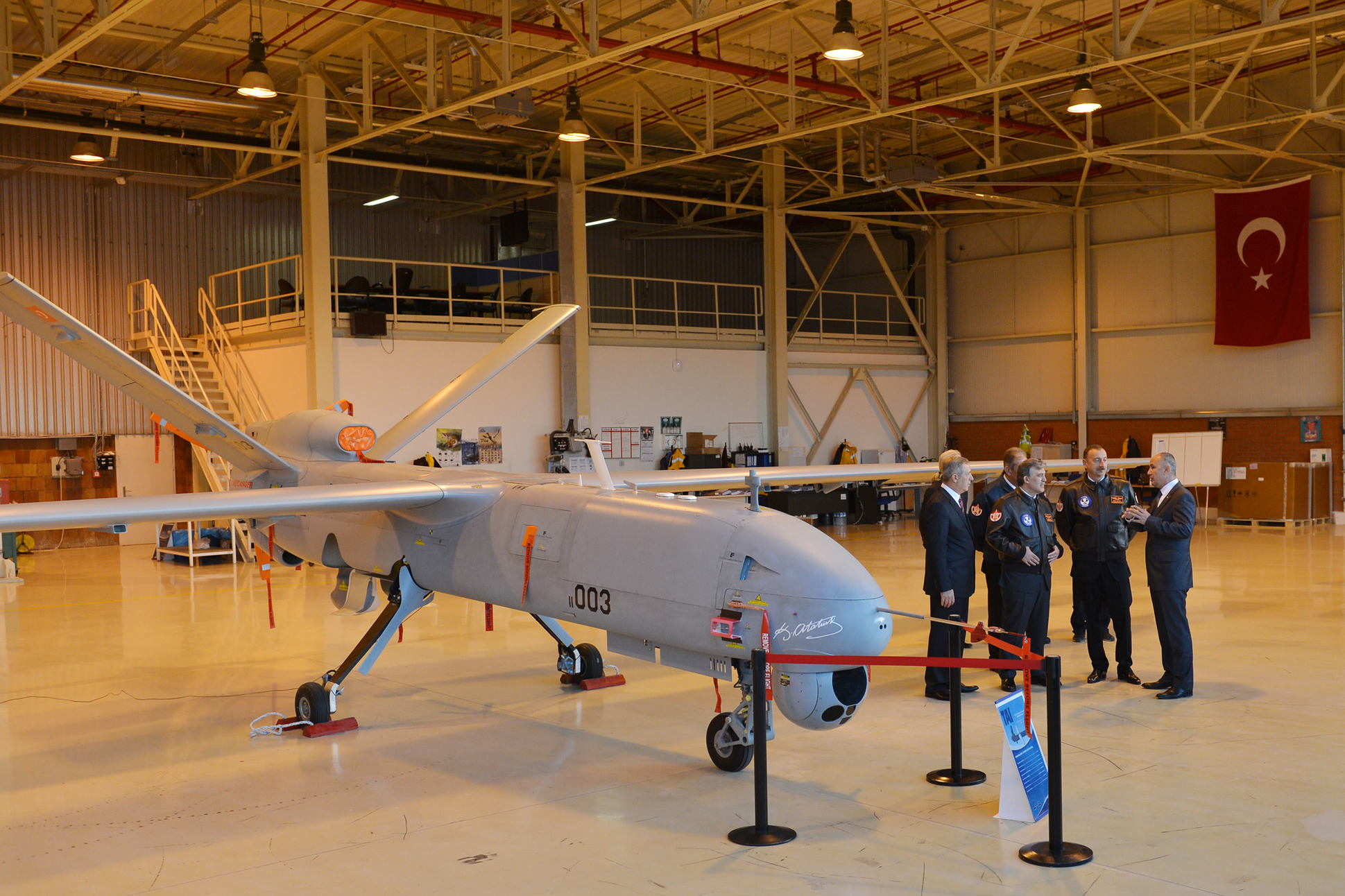
トルコ航空宇宙産業のアブドゥラー・ギュルとイルハム・アリエフ

- トルコ空軍（TuAF）向けF-16の電子戦改修と構造変更[3]
- ヨルダン空軍（RJAF）向けF-16のMLU、Falcon-Up、Falcon Starの改修[4]
- パキスタン空軍向けの41機のF-16A/Bブロック15をF-16AM/BMブロック15 MLU水準に変更[5]
- S-2E海上追跡哨戒機の消防用への改造
- トルコ特殊部隊向けのCN-235とUH-60「ブラックホーク」ヘリコプターの改造
- トルコ海軍とトルコ沿岸警備隊のMPA/MSA活動用のCN-235プラットフォームの変更
- ユーロコプターAS 532の改修と近代化[6]
- S-70ヘリコプターのグラスコックピットの改修[7]
- B737-700のAEW&Cへの転換[8]
- トルコ空軍（TuAF）用C-130のアビオニクス近代化[9]
- 統合打撃戦闘機F-35中央胴体の保守、修理、オーバーホール（MRO）および製造[10][11]
- A400M輸送機および空中給油機の設計・開発への参加[12]
- トルコ空軍（TuAF）用T-38のアビオニクス近代化[13]
- トルコ軍 （TAF）用攻撃ヘリコプターT-129の設計、開発、製造[14]
- EASA CS-23認証を取得したTAI ヒュルクシュ（英語版）（トルコの初等・基礎訓練機）の設計、開発、製造[15]
- TuAF用のTAI アンカ無人機の設計、開発、製造[16]

TAIは、世界中の顧客を対象として固定・回転翼の軍用機・民間機の航空機構造を製造している。TAIは、アグスタウェストランド、エアバス、アレーニア・アエルマッキ、ボーイング、IAI、ロッキード・マーティン、ノースロップ・グラマン、MDヘリコプターズ、シコルスキー・エアクラフトなど、航空宇宙分野の多くの企業と様々なパートナーシップを結んでいる。 
エアバス319/320/321用のセクション18胴体パネル、ボーイング737用の翼端および飛行甲板パネル、ユーロコプターEC135ヘリコプター用の後部ドアおよびエンジンカウリング、MDヘリコプターズ用のMD902胴体、シコルスキーS-70AおよびMH-60ヘリコプター用の水平尾翼、テールローターパイロンおよび尾部支材、シコルスキーS-76ヘリコプター用の水平尾翼、アグスタ用のAB139胴体などを製造している。また、ボーイング747の前脚ドア、777のドーサル・フィン、737/767/777の部品・組立部品を生産している。また、ユーロコプターAS 532ヘリコプターの7つの部品も製造している。 
TAIは、設立当初は単一のプログラム（F-16戦闘機の共同製作）を担当していたが、現在では50以上の軍事・商業用プログラムに取り組んでいる。TAIは、エアバス・ディフェンス・アンド・スペースのパートナーとして、エアバス（フランス、ドイツ、スペイン、イギリス）、EADS CASA（スペイン）、FLABEL（ベルギー）など欧州の航空宇宙産業をリードする企業とともに、プロジェクト開始当初からエアバス A400Mの設計・開発活動に参加してきた。TAIは、新たな提携により、A350 XWBのウイングレットの生産を受託した。 
2015年5月、サイズの異なる2種類のリージョナルジェットの現地生産で構成されるトルコのリージョナルジェット計画が開始された。最大航続距離2,000海里の32席 TRJ-328ジェット機は、2019年に就航する予定だった。フェアチャイルド・ドルニエ 328をベースに、新型コックピットとエンジンを搭載した近代化された機体であった。より大型で70席のTRJ-628ジェット機は2023年に就航予定だった。その後、この計画はキャンセルされている。

## 製品

### 航空機
- ヒュルクシュ（英語版）：練習および地上攻撃用の複座、単発エンジン、ターボプロップ機[21]
- TAI ヒュルジェット：先進ジェット練習・軽攻撃機案
- TAI TFX：双発全天候型制空戦闘機案

### ヘリコプター
- TAI/アグスタウェストランド T129 ATAK
- TAI T-70 - シコルスキー S-70iのトルコ版
- TAI T-625

### 無人航空機
- TAI アクスングル（英語版）：中高度長時間滞空無人航空機（英語版）ISTAR（英語版）
- TAI アンカ-A（TIHA-A）（2013）：中高度長時間滞空無人航空機 ISTAR UAV
- TAI アンカ-B（TIHA-B）（2013）：中高度長時間滞空無人航空機 UCAV
- TAI バイクゥス（英語版）（2004）：戦術監視ドローン
- TAI ガジュウ（英語版）（2007）：短距離戦術ISTARドローン
- TAI ケキィキュ（英語版）（2001）：追跡および射撃予行演習用の標的ドローン
- TAI マルティ（英語版）（2003）：監視ドローン
- TAI ペリカン（英語版） （IHA-X2）：戦術ISTARドローン
- TAI シムシェーキ（英語版）：高速標的ドローン（英語版）
- TAI コォルナ（英語版）（2001）：追跡および実射用の標的ドローン
- TAI UAV-X1（1982）：監視ドローン

### 人工衛星
- ギョクテュルク-1（英語版）：地球観測衛星
- ギョクテュルク-2（2012年打ち上げ）：地球観測衛星
- ギョクテュルク-3（英語版）
- トゥルクサット 6A（英語版）：通信衛星

TAIは、トルコ宇宙システム統合テストセンターを運営している。 

## 2024年の本社襲撃事件
2024年10月23日、アンカラにある本社が武装した男2人に襲撃される事件が起き、5人が死亡、22人が負傷した。クルディスタン労働者党（PKK）が同月25日、犯行を認める声明を出した。